# 福建师范大学
福建师范大学（英語：Fujian Normal University），简称福师大、福建师大、FNU、FJNU，坐落于福建省福州市，是福建省人民政府与中华人民共和国教育部共建高校。師大肇始于光绪三十三年（1907年），前身是宣统帝溥仪帝师陈宝琛创办的「福建优级师范学堂」。
1953年，华南女子文理学院、福建协和大学、福州大学（1951年）、福建省立师范专科学校、私立福建学院、福建研究院、国立海疆学校等合并为「福建师范学院」。1972年，學校正式更名为「福建师范大学」。
叶圣陶、郭绍虞、董作宾、林兰英、郑作新、黄维垣、唐仲璋、唐崇惕、姚建年等知名专家、学者曾在福建师范大学任教。
福建师范大学初建时为师范类高等院校，现已发展为涵盖文學、历史学、哲学、理学、工学、教育学、经济学、法学、管理学、农学、艺术学的综合性大学，且拥有學士、硕士、博士三级学位授权体系。福建师范大学现为省部共建高校、福建省重点建设高水平大学、福建省一流大学建设高校与福建省第二轮“双一流”建设A类高校。

## 历史
|                                      |                                      |                                      |                                      |                                             |                                             |                                             |                                             | 福建优级师范学堂 （1907年2月）              | 福建优级师范学堂 （1907年2月）              | 福建优级师范学堂 （1907年2月）           | 福建优级师范学堂 （1907年2月）           | 福建优级师范学堂 （1907年2月）           | 福建优级师范学堂 （1907年2月）           |                                |                                | 华南女子大学预科班 （1908年）  | 华南女子大学预科班 （1908年）  | 华南女子大学预科班 （1908年） | 华南女子大学预科班 （1908年） | 华南女子大学预科班 （1908年） | 华南女子大学预科班 （1908年） |  |  |                                |                                |                                |                                |                                |                                |  |  | 福建法政专门学校 （1910年）         | 福建法政专门学校 （1910年）         | 福建法政专门学校 （1910年）         | 福建法政专门学校 （1910年）         | 福建法政专门学校 （1910年）         | 福建法政专门学校 （1910年）         |  |  |  |  |  |  |  |  |  |  |  |  |  |  |  |  |  |  |  |  |  |  |  |  |  |  |  |  |  |  |  |  |
|                                      |                                      |                                      |                                      |                                             |                                             |                                             |                                             | 福建优级师范学堂 （1907年2月）              | 福建优级师范学堂 （1907年2月）              | 福建优级师范学堂 （1907年2月）           | 福建优级师范学堂 （1907年2月）           | 福建优级师范学堂 （1907年2月）           | 福建优级师范学堂 （1907年2月）           |                                |                                | 华南女子大学预科班 （1908年）  | 华南女子大学预科班 （1908年）  | 华南女子大学预科班 （1908年） | 华南女子大学预科班 （1908年） | 华南女子大学预科班 （1908年） | 华南女子大学预科班 （1908年） |  |  |                                |                                |                                |                                |                                |                                |  |  | 福建法政专门学校 （1910年）         | 福建法政专门学校 （1910年）         | 福建法政专门学校 （1910年）         | 福建法政专门学校 （1910年）         | 福建法政专门学校 （1910年）         | 福建法政专门学校 （1910年）         |  |  |  |  |  |  |  |  |  |  |  |  |  |  |  |  |  |  |  |  |  |  |  |  |  |  |  |  |  |  |  |  |
|                                      |                                      |                                      |                                      |                                             |                                             |                                             |                                             | 福建师范学校高等师范科 （1912年）           | 福建师范学校高等师范科 （1912年）           | 福建师范学校高等师范科 （1912年）        | 福建师范学校高等师范科 （1912年）        | 福建师范学校高等师范科 （1912年）        | 福建师范学校高等师范科 （1912年）        |                                |                                | 福建华南女子大学 （1911年）    | 福建华南女子大学 （1911年）    | 福建华南女子大学 （1911年）   | 福建华南女子大学 （1911年）   | 福建华南女子大学 （1911年）   | 福建华南女子大学 （1911年）   |  |  |                                |                                |                                |                                |                                |                                |  |  | 私立福建大学 （1910年）             | 私立福建大学 （1910年）             | 私立福建大学 （1910年）             | 私立福建大学 （1910年）             | 私立福建大学 （1910年）             | 私立福建大学 （1910年）             |  |  |  |  |  |  |  |  |  |  |  |  |  |  |  |  |  |  |  |  |  |  |  |  |  |  |  |  |  |  |  |  |
|                                      |                                      |                                      |                                      |                                             |                                             |                                             |                                             | 福建师范学校高等师范科 （1912年）           | 福建师范学校高等师范科 （1912年）           | 福建师范学校高等师范科 （1912年）        | 福建师范学校高等师范科 （1912年）        | 福建师范学校高等师范科 （1912年）        | 福建师范学校高等师范科 （1912年）        |                                |                                | 福建华南女子大学 （1911年）    | 福建华南女子大学 （1911年）    | 福建华南女子大学 （1911年）   | 福建华南女子大学 （1911年）   | 福建华南女子大学 （1911年）   | 福建华南女子大学 （1911年）   |  |  |                                |                                |                                |                                |                                |                                |  |  | 私立福建大学 （1910年）             | 私立福建大学 （1910年）             | 私立福建大学 （1910年）             | 私立福建大学 （1910年）             | 私立福建大学 （1910年）             | 私立福建大学 （1910年）             |  |  |  |  |  |  |  |  |  |  |  |  |  |  |  |  |  |  |  |  |  |  |  |  |  |  |  |  |  |  |  |  |
|                                      |                                      |                                      |                                      |                                             |                                             |                                             |                                             | 福建高等师范学校 （1913年）                 | 福建高等师范学校 （1913年）                 | 福建高等师范学校 （1913年）              | 福建高等师范学校 （1913年）              | 福建高等师范学校 （1913年）              | 福建高等师范学校 （1913年）              |                                |                                |                                |                                |                               |                               |                               |                               |  |  | 福建协和大学 （1915年9月）     | 福建协和大学 （1915年9月）     | 福建协和大学 （1915年9月）     | 福建协和大学 （1915年9月）     | 福建协和大学 （1915年9月）     | 福建协和大学 （1915年9月）     |  |  | 福建法政专门学校 （1927年）         | 福建法政专门学校 （1927年）         | 福建法政专门学校 （1927年）         | 福建法政专门学校 （1927年）         | 福建法政专门学校 （1927年）         | 福建法政专门学校 （1927年）         |  |  |  |  |  |  |  |  |  |  |  |  |  |  |  |  |  |  |  |  |  |  |  |  |  |  |  |  |  |  |  |  |
|                                      |                                      |                                      |                                      |                                             |                                             |                                             |                                             | 福建高等师范学校 （1913年）                 | 福建高等师范学校 （1913年）                 | 福建高等师范学校 （1913年）              | 福建高等师范学校 （1913年）              | 福建高等师范学校 （1913年）              | 福建高等师范学校 （1913年）              |                                |                                |                                |                                |                               |                               |                               |                               |  |  | 福建协和大学 （1915年9月）     | 福建协和大学 （1915年9月）     | 福建协和大学 （1915年9月）     | 福建协和大学 （1915年9月）     | 福建协和大学 （1915年9月）     | 福建协和大学 （1915年9月）     |  |  | 福建法政专门学校 （1927年）         | 福建法政专门学校 （1927年）         | 福建法政专门学校 （1927年）         | 福建法政专门学校 （1927年）         | 福建法政专门学校 （1927年）         | 福建法政专门学校 （1927年）         |  |  |  |  |  |  |  |  |  |  |  |  |  |  |  |  |  |  |  |  |  |  |  |  |  |  |  |  |  |  |  |  |
| 福建研究所 （1939年）                | 福建研究所 （1939年）                | 福建研究所 （1939年）                | 福建研究所 （1939年）                | 福建研究所 （1939年）                       | 福建研究所 （1939年）                       |                                             |                                             | 福建省中学理科师资培训班 （1939年）         | 福建省中学理科师资培训班 （1939年）         | 福建省中学理科师资培训班 （1939年）      | 福建省中学理科师资培训班 （1939年）      | 福建省中学理科师资培训班 （1939年）      | 福建省中学理科师资培训班 （1939年）      |                                |                                | 华南女子文理学院 （1933年）    | 华南女子文理学院 （1933年）    | 华南女子文理学院 （1933年）   | 华南女子文理学院 （1933年）   | 华南女子文理学院 （1933年）   | 华南女子文理学院 （1933年）   |  |  | 私立福建协和学院 （1929年2月） | 私立福建协和学院 （1929年2月） | 私立福建协和学院 （1929年2月） | 私立福建协和学院 （1929年2月） | 私立福建协和学院 （1929年2月） | 私立福建协和学院 （1929年2月） |  |  | 私立福建学院 （1929年）             | 私立福建学院 （1929年）             | 私立福建学院 （1929年）             | 私立福建学院 （1929年）             | 私立福建学院 （1929年）             | 私立福建学院 （1929年）             |  |  |  |  |  |  |  |  |  |  |  |  |  |  |  |  |  |  |  |  |  |  |  |  |  |  |  |  |  |  |  |  |
| 福建研究所 （1939年）                | 福建研究所 （1939年）                | 福建研究所 （1939年）                | 福建研究所 （1939年）                | 福建研究所 （1939年）                       | 福建研究所 （1939年）                       |                                             |                                             | 福建省中学理科师资培训班 （1939年）         | 福建省中学理科师资培训班 （1939年）         | 福建省中学理科师资培训班 （1939年）      | 福建省中学理科师资培训班 （1939年）      | 福建省中学理科师资培训班 （1939年）      | 福建省中学理科师资培训班 （1939年）      |                                |                                | 华南女子文理学院 （1933年）    | 华南女子文理学院 （1933年）    | 华南女子文理学院 （1933年）   | 华南女子文理学院 （1933年）   | 华南女子文理学院 （1933年）   | 华南女子文理学院 （1933年）   |  |  | 私立福建协和学院 （1929年2月） | 私立福建协和学院 （1929年2月） | 私立福建协和学院 （1929年2月） | 私立福建协和学院 （1929年2月） | 私立福建协和学院 （1929年2月） | 私立福建协和学院 （1929年2月） |  |  | 私立福建学院 （1929年）             | 私立福建学院 （1929年）             | 私立福建学院 （1929年）             | 私立福建学院 （1929年）             | 私立福建学院 （1929年）             | 私立福建学院 （1929年）             |  |  |  |  |  |  |  |  |  |  |  |  |  |  |  |  |  |  |  |  |  |  |  |  |  |  |  |  |  |  |  |  |
| 福建研究院 （1940年11月）            | 福建研究院 （1940年11月）            | 福建研究院 （1940年11月）            | 福建研究院 （1940年11月）            | 福建研究院 （1940年11月）                   | 福建研究院 （1940年11月）                   |                                             |                                             | 省立中等学校师资养成所 （1940年）           | 省立中等学校师资养成所 （1940年）           | 省立中等学校师资养成所 （1940年）        | 省立中等学校师资养成所 （1940年）        | 省立中等学校师资养成所 （1940年）        | 省立中等学校师资养成所 （1940年）        |                                |                                |                                |                                |                               |                               |                               |                               |  |  |                                |                                |                                |                                |                                |                                |  |  |                                     |                                     |                                     |                                     |                                     |                                     |  |  |  |  |  |  |  |  |  |  |  |  |  |  |  |  |  |  |  |  |  |  |  |  |  |  |  |  |  |  |  |  |
| 福建研究院 （1940年11月）            | 福建研究院 （1940年11月）            | 福建研究院 （1940年11月）            | 福建研究院 （1940年11月）            | 福建研究院 （1940年11月）                   | 福建研究院 （1940年11月）                   |                                             |                                             | 省立中等学校师资养成所 （1940年）           | 省立中等学校师资养成所 （1940年）           | 省立中等学校师资养成所 （1940年）        | 省立中等学校师资养成所 （1940年）        | 省立中等学校师资养成所 （1940年）        | 省立中等学校师资养成所 （1940年）        |                                |                                |                                |                                |                               |                               |                               |                               |  |  |                                |                                |                                |                                |                                |                                |  |  |                                     |                                     |                                     |                                     |                                     |                                     |  |  |  |  |  |  |  |  |  |  |  |  |  |  |  |  |  |  |  |  |  |  |  |  |  |  |  |  |  |  |  |  |
|                                      |                                      |                                      |                                      |                                             |                                             |                                             |                                             |                                             |                                             |                                          |                                          |                                          |                                          |                                |                                |                                |                                |                               |                               |                               |                               |  |  |                                |                                |                                |                                |                                |                                |  |  |                                     |                                     |                                     |                                     |                                     |                                     |  |  |  |  |  |  |  |  |  |  |  |  |  |  |  |  |  |  |  |  |  |  |  |  |  |  |  |  |  |  |  |  |
|                                      |                                      |                                      |                                      | 国立海疆学校 （师范专科） （1945年-1950年） | 国立海疆学校 （师范专科） （1945年-1950年） | 国立海疆学校 （师范专科） （1945年-1950年） | 国立海疆学校 （师范专科） （1945年-1950年） | 国立海疆学校 （师范专科） （1945年-1950年） | 国立海疆学校 （师范专科） （1945年-1950年） |                                          |                                          | 福建省立专科学校 （1941年6月）           | 福建省立专科学校 （1941年6月）           | 福建省立专科学校 （1941年6月） | 福建省立专科学校 （1941年6月） | 福建省立专科学校 （1941年6月） | 福建省立专科学校 （1941年6月） |                               |                               |                               |                               |  |  |                                |                                |                                |                                |                                |                                |  |  |                                     |                                     |                                     |                                     |                                     |                                     |  |  |  |  |  |  |  |  |  |  |  |  |  |  |  |  |  |  |  |  |  |  |  |  |  |  |  |  |  |  |  |  |
|                                      |                                      |                                      |                                      | 国立海疆学校 （师范专科） （1945年-1950年） | 国立海疆学校 （师范专科） （1945年-1950年） | 国立海疆学校 （师范专科） （1945年-1950年） | 国立海疆学校 （师范专科） （1945年-1950年） | 国立海疆学校 （师范专科） （1945年-1950年） | 国立海疆学校 （师范专科） （1945年-1950年） |                                          |                                          | 福建省立专科学校 （1941年6月）           | 福建省立专科学校 （1941年6月）           | 福建省立专科学校 （1941年6月） | 福建省立专科学校 （1941年6月） | 福建省立专科学校 （1941年6月） | 福建省立专科学校 （1941年6月） |                               |                               |                               |                               |  |  |                                |                                |                                |                                |                                |                                |  |  |                                     |                                     |                                     |                                     |                                     |                                     |  |  |  |  |  |  |  |  |  |  |  |  |  |  |  |  |  |  |  |  |  |  |  |  |  |  |  |  |  |  |  |  |
|                                      |                                      |                                      |                                      |                                             |                                             |                                             |                                             |                                             |                                             |                                          |                                          |                                          |                                          |                                |                                |                                |                                |                               |                               |                               |                               |  |  |                                |                                |                                |                                |                                |                                |  |  |                                     |                                     |                                     |                                     |                                     |                                     |  |  |  |  |  |  |  |  |  |  |  |  |  |  |  |  |  |  |  |  |  |  |  |  |  |  |  |  |  |  |  |  |
|                                      |                                      |                                      |                                      |                                             |                                             |                                             |                                             | 福建省立师范学院 （1950年9月-1952年8月）    | 福建省立师范学院 （1950年9月-1952年8月）    | 福建省立师范学院 （1950年9月-1952年8月） | 福建省立师范学院 （1950年9月-1952年8月） | 福建省立师范学院 （1950年9月-1952年8月） | 福建省立师范学院 （1950年9月-1952年8月） |                                |                                |                                |                                |                               |                               |                               |                               |  |  | 福建协和大学 （1942年4月）     | 福建协和大学 （1942年4月）     | 福建协和大学 （1942年4月）     | 福建协和大学 （1942年4月）     | 福建协和大学 （1942年4月）     | 福建协和大学 （1942年4月）     |  |  |                                     |                                     |                                     |                                     |                                     |                                     |  |  |  |  |  |  |  |  |  |  |  |  |  |  |  |  |  |  |  |  |  |  |  |  |  |  |  |  |  |  |  |  |
|                                      |                                      |                                      |                                      |                                             |                                             |                                             |                                             | 福建省立师范学院 （1950年9月-1952年8月）    | 福建省立师范学院 （1950年9月-1952年8月）    | 福建省立师范学院 （1950年9月-1952年8月） | 福建省立师范学院 （1950年9月-1952年8月） | 福建省立师范学院 （1950年9月-1952年8月） | 福建省立师范学院 （1950年9月-1952年8月） |                                |                                |                                |                                |                               |                               |                               |                               |  |  | 福建协和大学 （1942年4月）     | 福建协和大学 （1942年4月）     | 福建协和大学 （1942年4月）     | 福建协和大学 （1942年4月）     | 福建协和大学 （1942年4月）     | 福建协和大学 （1942年4月）     |  |  |                                     |                                     |                                     |                                     |                                     |                                     |  |  |  |  |  |  |  |  |  |  |  |  |  |  |  |  |  |  |  |  |  |  |  |  |  |  |  |  |  |  |  |  |
|                                      |                                      |                                      |                                      |                                             |                                             |                                             |                                             |                                             |                                             |                                          |                                          |                                          |                                          |                                |                                |                                |                                |                               |                               |                               |                               |  |  |                                |                                |                                |                                |                                |                                |  |  |                                     |                                     |                                     |                                     |                                     |                                     |  |  |  |  |  |  |  |  |  |  |  |  |  |  |  |  |  |  |  |  |  |  |  |  |  |  |  |  |  |  |  |  |
| 福建研究院 （部分研究所） （1951年） | 福建研究院 （部分研究所） （1951年） | 福建研究院 （部分研究所） （1951年） | 福建研究院 （部分研究所） （1951年） | 福建研究院 （部分研究所） （1951年）        | 福建研究院 （部分研究所） （1951年）        |                                             |                                             |                                             |                                             |                                          |                                          |                                          |                                          |                                |                                | 福州大学 （1951年8月）         | 福州大学 （1951年8月）         | 福州大学 （1951年8月）        | 福州大学 （1951年8月）        | 福州大学 （1951年8月）        | 福州大学 （1951年8月）        |  |  |                                |                                |                                |                                |                                |                                |  |  | 福建学院 （部分学科） （1951年9月） | 福建学院 （部分学科） （1951年9月） | 福建学院 （部分学科） （1951年9月） | 福建学院 （部分学科） （1951年9月） | 福建学院 （部分学科） （1951年9月） | 福建学院 （部分学科） （1951年9月） |  |  |  |  |  |  |  |  |  |  |  |  |  |  |  |  |  |  |  |  |  |  |  |  |  |  |  |  |  |  |  |  |
| 福建研究院 （部分研究所） （1951年） | 福建研究院 （部分研究所） （1951年） | 福建研究院 （部分研究所） （1951年） | 福建研究院 （部分研究所） （1951年） | 福建研究院 （部分研究所） （1951年）        | 福建研究院 （部分研究所） （1951年）        |                                             |                                             |                                             |                                             |                                          |                                          |                                          |                                          |                                |                                | 福州大学 （1951年8月）         | 福州大学 （1951年8月）         | 福州大学 （1951年8月）        | 福州大学 （1951年8月）        | 福州大学 （1951年8月）        | 福州大学 （1951年8月）        |  |  |                                |                                |                                |                                |                                |                                |  |  | 福建学院 （部分学科） （1951年9月） | 福建学院 （部分学科） （1951年9月） | 福建学院 （部分学科） （1951年9月） | 福建学院 （部分学科） （1951年9月） | 福建学院 （部分学科） （1951年9月） | 福建学院 （部分学科） （1951年9月） |  |  |  |  |  |  |  |  |  |  |  |  |  |  |  |  |  |  |  |  |  |  |  |  |  |  |  |  |  |  |  |  |
|                                      |                                      |                                      |                                      |                                             |                                             |                                             |                                             |                                             |                                             |                                          |                                          |                                          |                                          |                                |                                |                                |                                |                               |                               |                               |                               |  |  |                                |                                |                                |                                |                                |                                |  |  |                                     |                                     |                                     |                                     |                                     |                                     |  |  |  |  |  |  |  |  |  |  |  |  |  |  |  |  |  |  |  |  |  |  |  |  |  |  |  |  |  |  |  |  |
|                                      |                                      |                                      |                                      |                                             |                                             |                                             |                                             |                                             |                                             |                                          |                                          |                                          |                                          |                                |                                | 福建师范学院 （1953年9月）     |                                |                               |                               |                               |                               |  |  |                                |                                |                                |                                |                                |                                |  |  |                                     |                                     |                                     |                                     |                                     |                                     |  |  |  |  |  |  |  |  |  |  |  |  |  |  |  |  |  |  |  |  |  |  |  |  |  |  |  |  |  |  |  |  |
|                                      |                                      |                                      |                                      |                                             |                                             |                                             |                                             |                                             |                                             |                                          |                                          |                                          |                                          |                                |                                |                                |                                |                               |                               |                               |                               |  |  |                                |                                |                                |                                |                                |                                |  |  |                                     |                                     |                                     |                                     |                                     |                                     |  |  |  |  |  |  |  |  |  |  |  |  |  |  |  |  |  |  |  |  |  |  |  |  |  |  |  |  |  |  |  |  |
|                                      |                                      |                                      |                                      |                                             |                                             |                                             |                                             |                                             |                                             |                                          |                                          |                                          |                                          |                                |                                | 福建师范大学 （1972年5月）     |                                |                               |                               |                               |                               |  |  |                                |                                |                                |                                |                                |                                |  |  |                                     |                                     |                                     |                                     |                                     |                                     |  |  |  |  |  |  |  |  |  |  |  |  |  |  |  |  |  |  |  |  |  |  |  |  |  |  |  |  |  |  |  |  |

### 福建优级师范学堂
甲午战争战败后，清朝政府决定变革教育，创设新学制。1903年，陈宝琛将福州东文学堂改办全闽师范学堂。1904年，陈宝琛根据《奏定优级师范学堂章程》筹建福建优级师范学堂，派全闽师范学堂的庶务长林柏棠、斋务长王孝缉前往日本考察高等师范学校的办学规则。1906年，全闽师范学堂更名为福建师范学堂，陈宝琛又派王孝缉前往日本，详细了解高等师范学校教学与管理问题。
1907年，福建师范学堂增办培养中学教师的优级师范选科，随后正式更名为福建优级师范学堂，陈宝琛任首任监督。1908年，福建优级师范学堂首届招收理化选科和博物选科各一班，同年又增招地理历史选科一班。1910年，福建优级师范学堂增招数学选科。同年，根据《学部通咨各省限期停办优级选科初级简易科文》，福建优级师范学堂停招选科新生，于当年设立博物本科。
1911年，陈宝琛受命任溥仪帝师，潘炳年接任福建优级师范学堂监督。辛亥革命后，潘炳年辞去监督，由林元乔接任。1912年，中华民国南京临时政府成立，福建优级师范学堂改称福建师范学校，林元乔改任校长。同年，招收图画手工专修科。1913年，福建师范学校恢复高师的校名，改称福建高等师范学校，下设高师科和初师科。1914年8月，中华民国教育部决定福建不办高等师范。福建高等师范学校停办高等师范，改校名为福建省立第一师范学校。1915年7月，福建高等师范学校图画手工专修科学生毕业离校，该校的高等师范教育到此完全结束。
福建高等师范学校停办后，福建省长达二十多年没有省立的高等师范教育，导致后续出现较严重的“师荒”问题。

### 福建省立师范专科学校
抗战全面爆发后，时任福建省政府主席陈仪决定自办省立福建大学，拟设法、医、农三学院和师范专修科。1939年秋，省政府组成15人的筹备组，开始在永安县黄历建筑校舍，购置图书仪器设备，并赴上海聘请教师。1940年4月，福建大学举行了开学典礼，正式开学上课。同时，教育部电令不准福建大学立案，福建大学遂于夏季停办。省政府认为师范专修科作为全省唯一中学教师培养机构，不能停办，应适当扩大。因此在原福建大学师范专修科的基础上，改设福建省中等学校师资养成所。该所初在战时福建省会永安效区上吉山，后迁至永安霞岭。所长由教育厅秘书、留法历史学博士沈炼之担任。
1941年4月，福建省立师范专科学校开始筹办，由唐守谦教授主持，徐君藩、邹有华等人协助。1941年6月，福建省立师专获教育部电准许成立，首任校长为唐守谦。1942年春，福建省立师专校址由永安迁往南平。福建省立师专在原优级师范学堂与原中等学校师资养成所的一些传统学科的基础上，初设教育、文史地、数理化、艺术、体育及童子军等五科。后增至10个学科，涵盖当时普通中学的所有科目，并聘任黄寿祺、章靳以、谢投八等学者任教。
抗战胜利后，福建省立师专从南平迁到福州，林希谦、彭传珍、林天兰先后任校长。

### 福建师范学院
1949年8月17日，解放军接管福州市。同年9月，福建省军管会派代表接管福建省立师专。1950年9月，福建省立师专更名为福建省立师范学院，并将原来设置的八科改为：教育、中国语文、历史地理、外国语文、数学、理化、艺术和体育卫生八系。翌年春，福建省立师范学院更名为福建省师范学院。1951年9月，福建省文教厅决定将私立福建协和大学和私立华南女子文理学院合并而成的福州大学教育系并入福建师院。1952年，福建师院并入福州大学。1953年9月，福州大学更名为福建师范学院。1953年12月，福建师院外语系改为俄罗斯语言学系。 1954年8月，厦门大学教育系并入福建师院教育系。
1955年，福建师院在长安山校园内兴建各院系的教学楼与宿舍区。1957年开始，反“右派”与“大跃进”等政治运动连续波及福建师院校园，影响了正常的教学秩序。1959年6月，福建师院新设政治教育系。1961年，福建师院将地理研究所、生物研究所及高分子研究所合并为自然资源综合研究所，下设地理、天然高分子、植物资源、动物资源、寄生动物、微生物研究室及同位素实验室、人造卫星观测站等。1962年1月，福建师院撤消自然资源研究所，保留微生物、天然高分子、寄生动物等研究室。另设福建地方史研究室。
1964年，福建师院共有12个系，14个专业，79个教研组，及微生物、天然高分子、寄生虫、福建地方史等4个专设研究机构，全院师生员工共有5066人， 附中师生员工1743人，附小1407人，达到了“文革”前的最大规模。1966年至1970年期间，福建师范学院正常教学秩序遭到严重破坏。1970年6月，福建师范学院被迫完全停办。

### 福建师范大学
1972年，福建省革委会筹建福建师范大学，并于同年恢复招生，共有政教、中文、数学、外语四科学生。
1981年12月，国务院批准福建师范大学为首批硕士学位授权单位之一。1983年8月，福清师范专科学校改为福建师大二部。
1993年12月，国务院批准福建师范大学政治经济学与区域地理学为博士学位授权学科，开始拥有博士学位授权资格。1995年1月，福建师范大学中国语言文学专业被国家教委定为“国家文科基础学科人才培养和科学研究基地本科学科点”。
2001年10月，福建师范大学网络教育学院挂牌成立。2002年12月，数学与计算机科学学院挂牌成立。2003年，化学与材料学院、物理与光电信息科技学院、软件学院挂牌成立。同年9月，福州地区大学城一期工程竣工。11月，经济学院、法学院、公共管理学院、社会历史学院、田家炳教育书院挂牌成立。2005年3月，福建师范大学地理学专业成为“国家理科基础科学研究与教学人才培养基地”。
2014年1月，福建师范大学成为福建省重点建设高水平大学之一。2018年3月，福建师范大学成为福建省一流大学建设高校。
2022年11月，福建师范大学成为福建省第二轮“双一流”建设A类高校。

## 行政

### 历任校长
1. 陈宝琛（1907，福建优级师范学堂首任监督）
2. 程吕底亚（Lydia Trimble）（1908-1925，福建华南女子文理学院首任院长）
3. 庄才伟（Edwin Chester Jones）（1915-1923，福建协和大学校长）
4. 高　智（John Gondy)（1923–1927，福建协和大学校长）
5. 卢爱德（1926-1927，福建华南女子文理学院院长）
6. 林景润（1927-1946，福建协和大学校长）
7. 王世静（1928-1951，福建华南女子文理学院院长）
8. 何公敢（1929-1933，1949-1951，福建学院院长）
9. 林仲易（1936-1943，福建学院院长）
10. 唐守谦（1941-1944，福建省立师范专科学校校长）
11. 郭公木（1943-1949，福建学院院长）
12. 李黎洲（1944-1945，福建省立师范专科学校校长）
13. 林希谦（1945-1946，福建省立师范专科学校校长）
14. 梁披云（1945-1946，国立海疆学校校长）
15. 陈锡恩（1946-1947，福建协和大学校长）
16. 彭传珍（1946-1948，福建省立师范专科学校校长；1948-1949，国立海疆学校校长）
17. 螘　硕（1947-1948，国立海疆学校校长）
18. 杨昌栋（1947-1948，福建协和大学校长）
19. 林天兰（1947-1949，福建省立师范专科学校校长）
20. 林冠彬（1948-1949，福建协和大学校政委员会主席，履行校长职责）
21. 胡允恭（1949-1950，福建省立师范专科学校校长；1950-1952，福建师范学院院长）
22. 郑德超（1949-1950，福建协和大学校政委员会主席）
23. 王调馨（1950-1951，福建协和大学校政委员会主席）
24. 许彧青（1951年4月至1952年8月，福州大学校务委员会主任）
25. 陆维特（1952年2月至1952年8月，福州大学校长；1953年9月至1955年2月，福建师范学院党委书记、院长）
26. 刘明凡（1955年3月至1958年7月，福建师范学院党委书记、院长）
27. 张孤梅（1957年10月至1959年1月，福建师范学院院长）
28. 肖文玉（1959年2月至1960年1月，福建师范学院院长）
29. 曾　鸣（1960年1月至1970年7月，福建师范学院党委书记、院长）
30. 李路明（1972年5月至1973年1月，福建师范大学复办筹备领导小组组长；1973年1月至1975年2月福建师范大学临时党委书记）
31. 申步超（1975年2月至1975年6月，福建师范大学临时党委书记）
32. 明祖凡（1964-1970，福建师范学院党委副书记，1972-1977，福建师范大学复办筹备领导小组成员、临时党委书记）
33. 张　立（1952-1963，福建师范学院党委副书记、副院长；1978-1980，福建师范大学党委书记）
34. 范公荣（1979年7月至1983年11月，福建师范大学校长，后任校党委书记至1986年9月）
35. 陈　征（1983年11月至1988年8月，福建师范大学校长、校党委委员）
36. 朱鹤健（1988年9月至1992年7月）
37. 陈一琴（1992年7月至1996年6月）
38. 曾民勇（1996年6月至2002年8月）
39. 李建平（2002年8月-2008年8月）
40. 黄汉升（2008年8月-2015年5月）
41. 王长平（2015年5月-2024年12月）九三學社社员
42. 鄭家建（2024年12月-）中国民主促进会会员

## 现况

### 院系设置
福建师范大学目前设27个学院，设于仓山校区的有文学院、外国语学院，教育学院、教师教育学院及网络与继续教育与职业技术教育学院。设于旗山校区的有心理学院、经济学院、法学院、纪检监察学院、马克思主义学院、传播学院、社会历史学院（社会发展学院）、文化旅游与公共管理学院、体育科学学院、音乐学院、美术学院、数学与统计学院、计算机与网络空间安全学院（软件学院）、物理与能源学院、光电与信息工程学院、化学与材料学院、环境与资源与碳中和现代产业学院、地理科学与碳中和未来技术学院、生命科学学院、海外教育学院（国际教育学院）、索莱达学院及海峡柔性电子（未来科技）学院。协和学院为独立学院，位于福州大学城。
| 学院                                 | 本科专业                                                               | 硕士研究生专业 | 博士研究生专业                                                                                     |
| ------------------------------------ | ---------------------------------------------------------------------- | --- | -------------------------------------------------------------------------------------------------- |
| 教育学院                             | 教育学、教育技术学、学前教育                                           | 教育学、教育管理、现代教育技术、学前教育、教育技术学                                                                                               | 教育学                                                                                             |
| 教师教育学院                         | 小学教育                                                               | 小学教育 | |
| 心理学院                             | 心理学、应用心理学                                                     | 心理学、心理健康教育、应用心理 | 心理学                                                                                             |
| 经济学院                             | 经济学、国际经济与贸易、金融学、金融工程、工商管理、财务管理           | 理论经济学、应用经济学、金融、国际商务、管理科学与工程、工商管理                                                                                   | 理论经济学                                                                                         |
| 法学院、纪检监察学院                 | 法学                                                                   | 宪法学与行政法学、民商法学、诉讼法学、经济法学、国际法学、法律                                                                                     | |
| 马克思主义学院                       | 思想政治教育、马克思主义理论                                           | 马克思主义基本原理、马克思主义发展史、马克思主义中国化研究、国外马克思主义研究、思想政治教育、中国近现代史基本问题研究、学科教学（思政）           | 马克思主义基本原理、马克思主义发展史、马克思主义中国化研究、思想政治教育、中国近现代史基本问题研究 |
| 文学院                               | 汉语语言文学 、文化产业管理                                            | 学科教学（语文）、文艺学、语言学及应用语言学、汉语言文字学、中国古典文献学、中国古代文学、中国现当代文学、比较文学与世界文学、艺术学、台湾文化研究 | 汉语言文字学、中国古典文献学、中国古代文学、中国现当代文学、比较文学与世界文学、台湾文化研究       |
| 外国语学院                           | 英语、日语、西班牙语和翻译                                             | 学科教学（英语）、英语语言文学、日语语言文学、外国语言学及应用语言学、英语笔译、英语口译、日语笔译                                                 | 外国语言文学                                                                                       |
| 传播学院                             | 广播电视学、广播电视编导、播音与主持艺术、广告学、网络与新媒体         | 新闻传播学、新闻与传播、艺术学、戏剧与影视 | 艺术学、戏剧与影视                                                                                 |
| 社会历史学院（社会发展学院）         | 历史学、图书馆学、档案学                                               | 学科教学（历史）、中国史、世界史、信息资源管理、图书情报                                                                                           | 中国史、世界史                                                                                     |
| 文化旅游与公共管理学院               | 行政管理、旅游管理、劳动与社会保障、城市管理、酒店管理、会展经济与管理 | 社会工作、博物馆、公共管理学、公共管理、旅游管理                                                                                                   | |
| 体育科学学院                         | 体育教育、运动训练、社会体育指导与管理                                 | 体育人文社会学、运动人体科学、体育教育训练学、民族传统体育学、体育教学、运动训练                                                                   | 体育学                                                                                             |
| 音乐学院                             | 音乐学、舞蹈学、音乐表演                                               | 艺术学、音乐、舞蹈 | 艺术学、音乐                                                                                       |
| 美术学院                             | 美术学、视觉传达、环境艺术、服装与服饰设计、动画                       | 艺术学、美术与书法、设计、设计学 | 艺术学、美术与书法                                                                                 |
| 数学与统计学院                       | 数学与应用数学、统计学、数据科学                                       | 应用统计、学科教学（数学）、数学、统计学 | 统计学、数学                                                                                       |
| 计算机与网络空间安全学院（软件学院） | 计算机科学与技术、网络空间安全、软件工程、人工智能                     | 计算机科学与技术、网络空间安全、软件工程、人工智能、网络与信息安全                                                                                 | 网络空间安全                                                                                       |
| 物理与能源学院                       | 物理学、材料物理、新能源科学与工程                                     | 学科教学（物理）、理论物理、凝聚态物理、电气工程、清洁能源技术、储能技术、能源与材料物理、能源与材料工程                                           | 理论物理、凝聚态物理、能源与材料物理                                                               |
| 光电与信息工程学院                   | 光电信息科学与工程、通信工程、电子信息工程、信息工程、测控技术与仪器   | 科学与技术教育、光学、光学工程、信息与通信工程、新一代电子信息技术、通信工程、光电信息工程                                                         | 光学、光学工程                                                                                     |
| 化学与材料学院                       | 化学、高分子材料与工程、复合材料与工程、应用化学、化学工程与工艺       | 学科教学（化学）、化学、材料科学与工程、材料工程、化学工程                                                                                         | 化学                                                                                               |
| 环境与资源学院、碳中和现代产业学院   | 资源循环科学与工程、环境科学、环境工程                                 | 环境科学、环境工程、环境化学、资源循环科学与工程                                                                                                   | 化学、生态学                                                                                       |
| 地理科学学院、碳中和未来技术学院     | 地理科学、地理信息科学、自然地理与资源环境、人文地理与城乡规划、生态学 | 学科教学（地理）、自然地理学、人文地理学、地图学与地理信息系统、生态学、土地资源管理、自然资源学、城市与区域规划、自然灾害学                       | 自然地理学、人文地理学、地图学与地理信息系统、水土保持、自然灾害学、生态学                         |
| 生命科学学院                         | 生物科学、生物工程、食品科学与工程                                     | 学科教学（生物）、生物学、生态学、生物工程、生物技术与工程                                                                                         | 动物学、微生物学、发育生物学、生物化学与分子生物学                                                 |
| 海外教育学院（国际教育学院）         | 汉语国际教育、汉语言、网络工程、数字媒体技术                           | 国际中文教育 | |
| 网络与继续教育学院、职业技术教育学院 | /                                                                      | | |
| 索莱达学院                           | /                                                                      | | |
| 协和学院（独立学院）                 | /                                                                      | | |
| 海峡柔性电子（未来科技）学院         | /                                                                      | 光学、化学、生物医学工程、材料工程、能源与材料物理                                                                                                 | 光学、化学、生物化学与分子生物学、光学工程、能源与材料物理                                         |

### 研究机构
福建师范大学作为省部共建高校，拥有福建三明森林生态系统与全球变化国家野外科学观测研究站、医学光电科学与技术教育部重点实验室、湿润亚热带生态-地理过程教育部重点实验室、福建闽江河口湿地生态系统国家定位观测研究站、海洋生物医药与制品产业化开发技术公共服务平台、聚合物资源绿色循环利用教育部工程研究中心、工业微生物教育部工程研究中心、福建省湿润亚热带山地生态实验室等部委级科研创新平台。
福建师范大学作为福建省属重点高校，拥有福建省光子技术重点实验室、福建省分析数学及应用重点实验室、福建省网络安全与密码技术重点实验室等40余个省级科研创新平台。
福建师范大学亦入选“2011计划”，拥有全国中国特色社会主义政治经济学研究中心、基础教育课程研究中心等部委级社会科学研究机构。

### 馆藏资源
福建师范大学图书馆由仓山校区与旗山校区双馆舍组成，总建筑面积达5.6万平方米。福建师范大学是全国古籍重点保护单位，馆藏纸质书籍近500万册，中外文电子图书567.3万种。福建师范大学馆藏古籍规模位居福建省前列，20余种古籍入选国家珍贵古籍名录，拥有26万余册线装古籍、800余种善本，共1万余册。福建师范大学图书馆拥有首任监督陈宝琛特赠的“陈宝琛书室”，且馆藏福建地方志。

### 内外声誉
福建师范大学是福建省最早的高等院校，在福建省拥有较高认可度。在软科中国大学排名中，福建师范大学近四年皆位于前百名，2024年位居87名。在校友会中国大学排名中，福建师范大学近四年皆位于前百名，2024年位居70名。
福建师范大学的农学、社会科学总论、植物与动物学、临床医学进入ESI全球排名前1%，化学、工程学、材料科学、计算机科学、环境科学与生态学进入ESI全球排名前5‰。
福建师范大学在全国高校学科评估中，有3个A类学科，12个B类学科，位居福建省属高校第一位，A类学科数并列全国第45位。
福建师范大学拥有一个国家级基础学科拔尖学生培养计划2.0基地、一项国家级卓越教师教育计划、一个国家重点学科、2个国家级专业综合改革试点、2门国家级课程思政示范课程、2个课程思政示范课程案例、10个国家级特色专业、4个国家科学研究和人才培养基地与36个国家级一流本科专业建设点与54门国家一流本科课程。
福建师范大学拥有3个福建省第二轮“双一流”建设主干学科、9个省高峰学科、13个省高原学科与9个省级特色专业。

## 环境

### 仓山校区
仓山校区是福建师范大学的老校区，位于福州市区。

### 旗山校区
旗山校区是福建师范大学的新校区，位于福州大学城。校内图书馆是全国古籍重点保护单位。旗山校区近福州地铁2号线。

## 校友

### 政界
- 蔡奇，中共中央政治局常委，中央书记处书记
- 黄坤明，第十九届、二十届中央政治局委员，广东省委书记
- 劉洪建，中共雲南省委常委、昆明市委書記、滇中新區黨工委書記、中共第二十届中央候补委员
- 王志民，香港中联办原主任
- 宋涛，中共中央台办、国台办主任，中联部原部长
- 游勸榮，湖北省高級人民法院院長、黨組書記
- 陈建文，现任第二十届中央候补委员，人民日报社总编辑
- 伍斌，现任厦门市委副书记、市长。
- 陳佐洱，國務院港澳事務辦公室原常務副主任
- 陳少勇，前中共福建省委常委、秘書長
- 陳冬 (官員)，福建省人大常委會黨組副書記、副主任
- 翁傑明，第十四屆全國人民代表大會財政經濟委員會副主任委員
- 陈云贤，曾任广东省人民政府党组成员、副省长。

### 院士
- 余松烈，作物育种学家，中国工程院院士
- 陈志坚，生物化学家，美国国家科学院院士
- 林兰英，物理学家，中国科学院院士
- 郑作新，鸟类学家、鸟类地理学家，中国现代鸟类学、中国动物地理学的奠基人之一，中国科学院院士（学部委员）
- 唐仲璋，生物学家，中国科学院院士（学部委员）
- 黄维垣，有机化学家、中国有机氟化学的奠基人之一、中国科学院院士（学部委员）
- 唐崇惕，寄生虫学家，中国科学院院士
- 俞永新，医学病毒学家，中国工程院院士
- 姚建年，物理化学家，中国科学院院士
- 谢素原，无机化学家，中国化学会会士，中国科学院院士

### 文艺界
- 范迪安，第十一届、第十二届、第十三届全国政协委员，中国美术家协会主席
- 徐里，第十三届全国政协委员，中国美术家协会分党组书记、驻会副主席、秘书长
- 郭风，福建省作家协会原主席，中国散文诗学会会长
- 章绍同，前中国音乐家协会理事，中国电影家协会理事
- 陈伟鸿，中国中央电视台主持人
- 谢颖颖，中国中央电视台主持人
- 章昊，韩国男子团体ZEROBASEONE成员

### 体育界
- 李发彬，2024年夏季奥林匹克运动会男子61公斤级举重比赛、2020年夏季奥林匹克运动会男子61公斤级举重比赛金牌，兼职共青团福州市委书记
- 邓薇，2016年夏季奥林匹克运动会女子63公斤级举重比赛金牌
- 林清峰，2012年夏季奥林匹克运动会男子69公斤级举重比赛金牌
- 郑美珠，1984年夏季奥林匹克运动会女子团体排球比赛金牌